# Filip Topol
Filip Topol (12 de junio de 1965 - 19 de junio de 2013) fue un cantante, compositor y pianista checo.
Topol nació y murió en Praga. Era el hermano menor de Jáchym Topol, hijo de Josef Topol, y nieto de Karel Schulz.
En la República Checa, fue más conocido como líder de la banda de rock Psí Vojáci (Dog Soldiers). Fue miembro de la banda desde sus inicios en 1979, y también siguió una carrera en solitario.
Topol aprendió a tocar el piano desde muy joven y fue parte de la resistencia intelectual y artística Checa cuando todavía era un niño. Hizo su debut en público a los 12 años, en la primera actuación de los Plastic People de Passion Play del Universe, en la finca privada de Václav Havel.
Su canción "Žiletky" ("Razorblades") para Psí vojáci inspiró una película checa de 1994 del mismo nombre.
Murió en 2013 en Praga.

## Discografía (Solo)
- Filip Topol & Agon Orchestra (Indies Records, 2001)
- Střepy (Indies Records, 1999)
- Sakramiláčku (Indies Records, 1995)

## Discografía (con Psí vojáci)
- Těžko říct (Indies Records, 2003; "Hard to say")
- Slečna Kristýna (Indies Records, 2002; "Miss Christine")
- U sousedů vyje pes (Indies Records, 2001; "The neighbors' dog is howling")
- Psi a vojáci/Baroko v Čechách/Studio 1983-85 (Black Point, 2001; "Dogs and soldiers/Baroque in the Czech lands/Studio 1983-85")
- Myši v poli a jiné příběhy (Indies Records, 1999; "Fieldmice and other stories")
- Mučivé vzpomínky (Black Point, 1997; "Torturous memories")
- Hořící holubi (Indies Records, 1997; "Flaming pigeons")
- Národ psích vojáků (Indies Records, 1996; "Dog soldier nation") (compilation)
- Brutální lyrika (Indies Records, 1995; "Brutal lyricism")
- Jáchym Topol & Psí vojáci: Sestra (Indies Records, 1995)
- Nechoď sama do tmy (Black Point, 1995; "Don't go out alone after dark")
- Live I and II (Gang Records, 1993)
- Baroko v Čechách (Black Point, 1993; "Baroque in the Czech lands")
- Nalej čistého vína, pokrytče (Globus International, 1991; "Come clean, you hypocrite")
- Leitmotiv (Globus International, 1991)

## Filmografía
- Žiletky (1994; "Razorblades")
- Praha mizerná (2000; "Lousy Prague")
- Chvála bláznivosti (2001; "In praise of insanity")
- A.B.C.D.T.O.P.O.L. (2002; a documentary about Jáchym Topol)